# Slaterocoris solidaginis
Slaterocoris solidaginis är en insektsart som beskrevs av Kelton 1968. Slaterocoris solidaginis ingår i släktet Slaterocoris och familjen ängsskinnbaggar. Inga underarter finns listade i Catalogue of Life.